# عمارة استعمارية

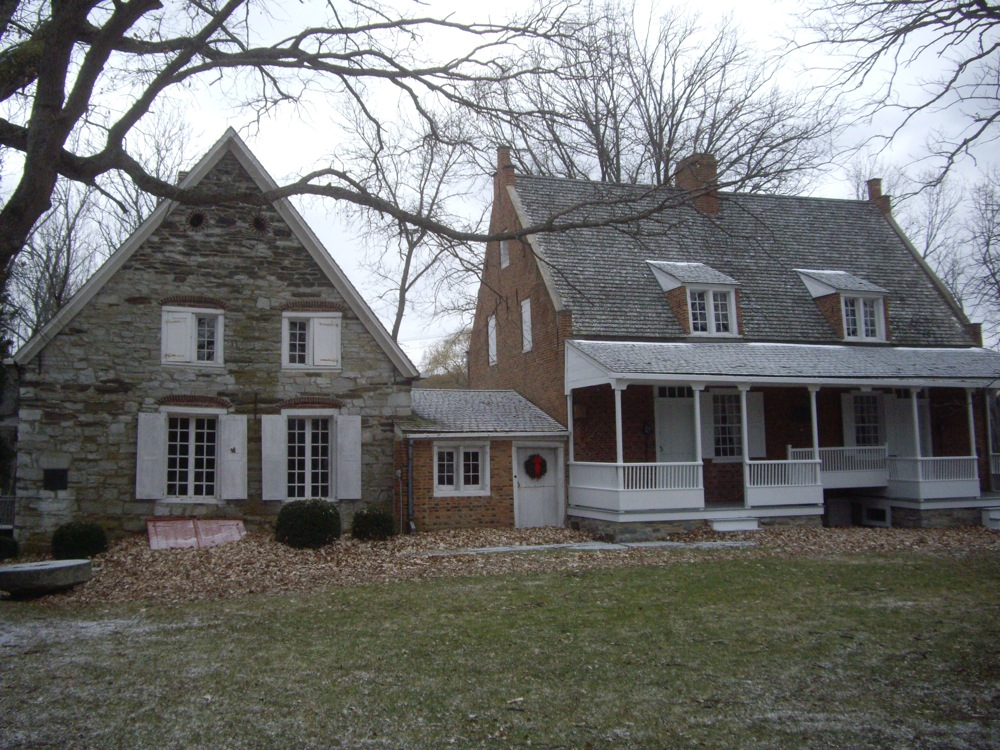
عمارة استعمارية هولندية في الولايات المتحدة 1663.

العمارة الاستعمارية طراز معماري نتج بعد أن شهدت العمارة في الدول التي استعمرتها أوروبا منذ القرن السابع عشر حتى حلول القرن العشرين حركة دؤوبة في البحث عن الجديد وشحذ حالة الاستلهام في العمارة من الطرز السابقة، فمنهم من شرع يستعمل الحديد في الهياكل البنائية، ومنهم من حاول إحياء طرز العمـارة القديمة كالفرعونية أو الإغريقية أو الرومانية أو حتى القوطية في الطراز القوطي الجديد. وامتزجت بعضها مع بقايا طراز الباروك أو الروكوكو المضمحل، حتى تمخضت عن طراز انتقائي يدعى «الطراز الاستعماري» (كولونيالي) الاستعماري بسبب تزامنه مع المرحلة الاستعمارية الأوربية.

## التاريخ

### في الأمريكيتين

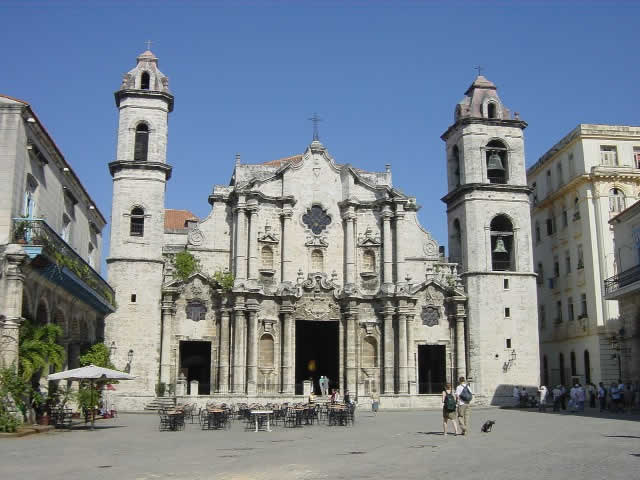
كاتدرائية هافانا، كوبا. نموذج عن العمارة الاستعمارية الإسبانية.

تمثل العمارة الاستعمارية في أمريكا اللاتينية وخصوصا الإسبانية والبرتغالية النفوذ الاستعماري الأوروبي على العالم الجديد بمدنه وبلداته، بحيث لاتزال ينظر إليه في العمارة وكذلك في جوانب تخطيط المدن في الوقت الحاضر. هذه الجوانب مرئية في المدن كما إنها مترابطة ومتكاملة، حيث تضمنت قوانين القرن السادس عشر أحكاما لتخطيط المستوطنات الاستعمارية الجديدة في الأمريكتين.
ولتحقيق التأثير المطلوب من الرعب بين الشعوب الأصلية في الأمريكتين، كان لابد خلق تصميم للحدائق والمفضاءات العامة يمكن التحكم فيها عسكريا. ومن أهم معالم العمارة التي أدخلها الأوربيون إلى الأمريكيتين هي الكنائس والكتدرائيات الجديدة، والتي تهدف لأكبر قدر من التأثير من حيث فرضها للسيطرة على المباني المحيطة أو الريف، ومن أجل أن تكون قابلة للتحقيق، كان لا بد من مواقع إستراتيجية - في وسط ساحة البلدات (PLAZA) أو في أعلى نقطة في المشهد.

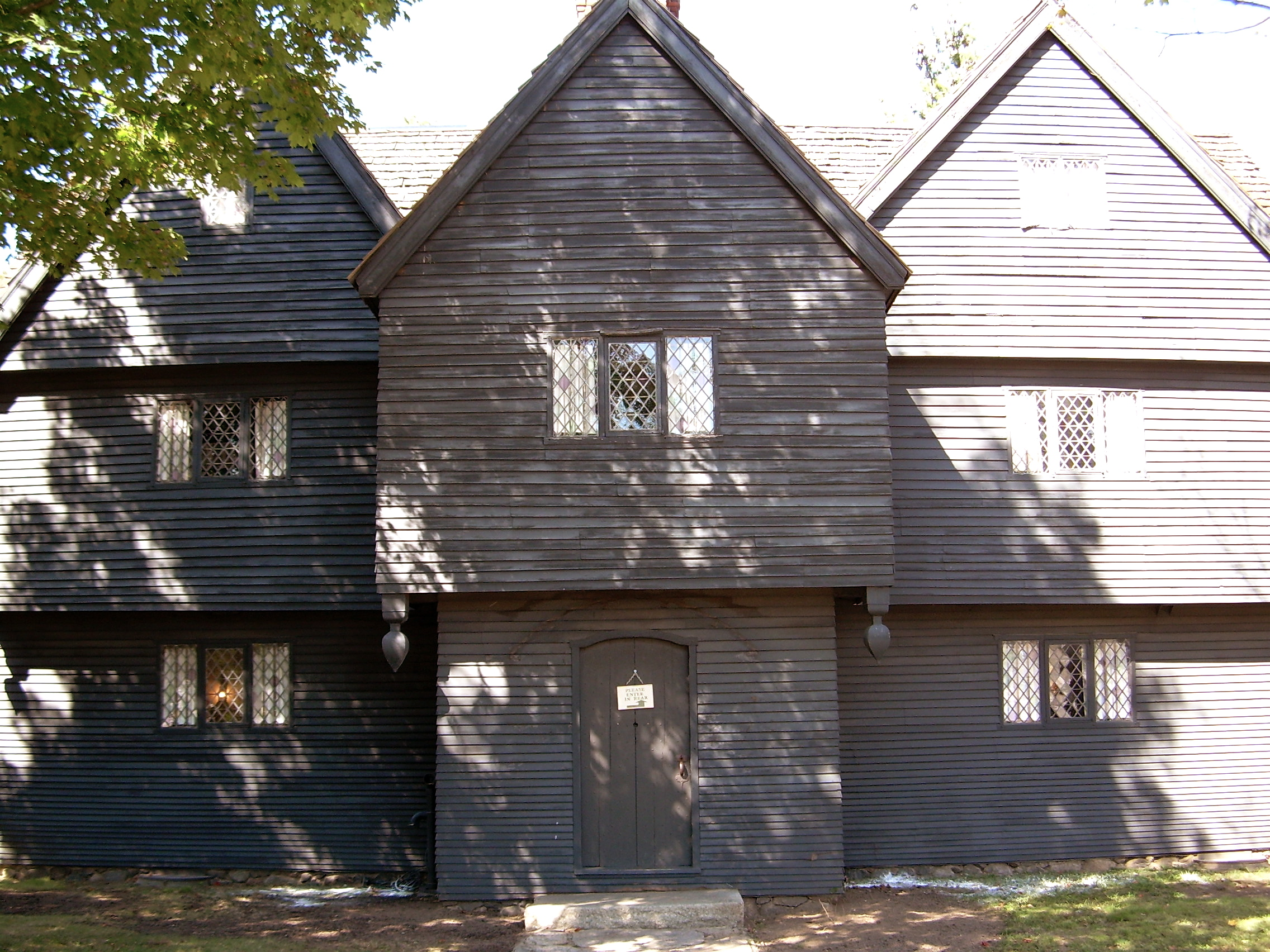
نموذج من العمارة الاستعمارية الإنجليزية في الولايات المتحدة 1660.

أما في الولايات المتحدة الأمريكية، فتشمل العمارة الاستعمارية على عدة اساليب تصميم للمباني التي ترتبط بالفترة الاستعمارية للولايات المتحدة، بما في ذلك الفترة الأولى الإنجليزية (أواخر العصور الوسطى)، المستعمرات الفرنسية، الإسبانية، والهولندية. وترتبط أساليبها بالبيوت، الكنائس والمباني الحكومية خلال فترة القرن التاسع عشر.
يمكن التعرف على العديد من الأنماط الإقليمية المتميزة نسبيا للعمارة الاستعمارية في الولايات المتحدة. تأثرت أساليب البناء في 13 مستعمرة بالتقنيات والأساليب الآتية من إنجلترا، وكذلك التقاليد التي أتى بها المستوطنين من أجزاء أخرى من أوروبا. في نيو انغلاند، بنيت المنازل الاستعمارية في القرن السابع عشر أساسا من الخشب، كما وجدت أساليب في المقاطعات الجنوبية الشرقية من إنجلترا كذلك. كانت الهياكل الاستعمارية الهولندية، التي بنيت في المقام الأول في وادي نهر هدسون، لونغ آيلاند، وشمال ولاية نيو جيرسي، تعكس أساليب البناء في هولندا من حيث استخدام الحجارة والطوب على نطاق واسع أكثر من المباني في نيو انغلاند.

### الوطن العربي

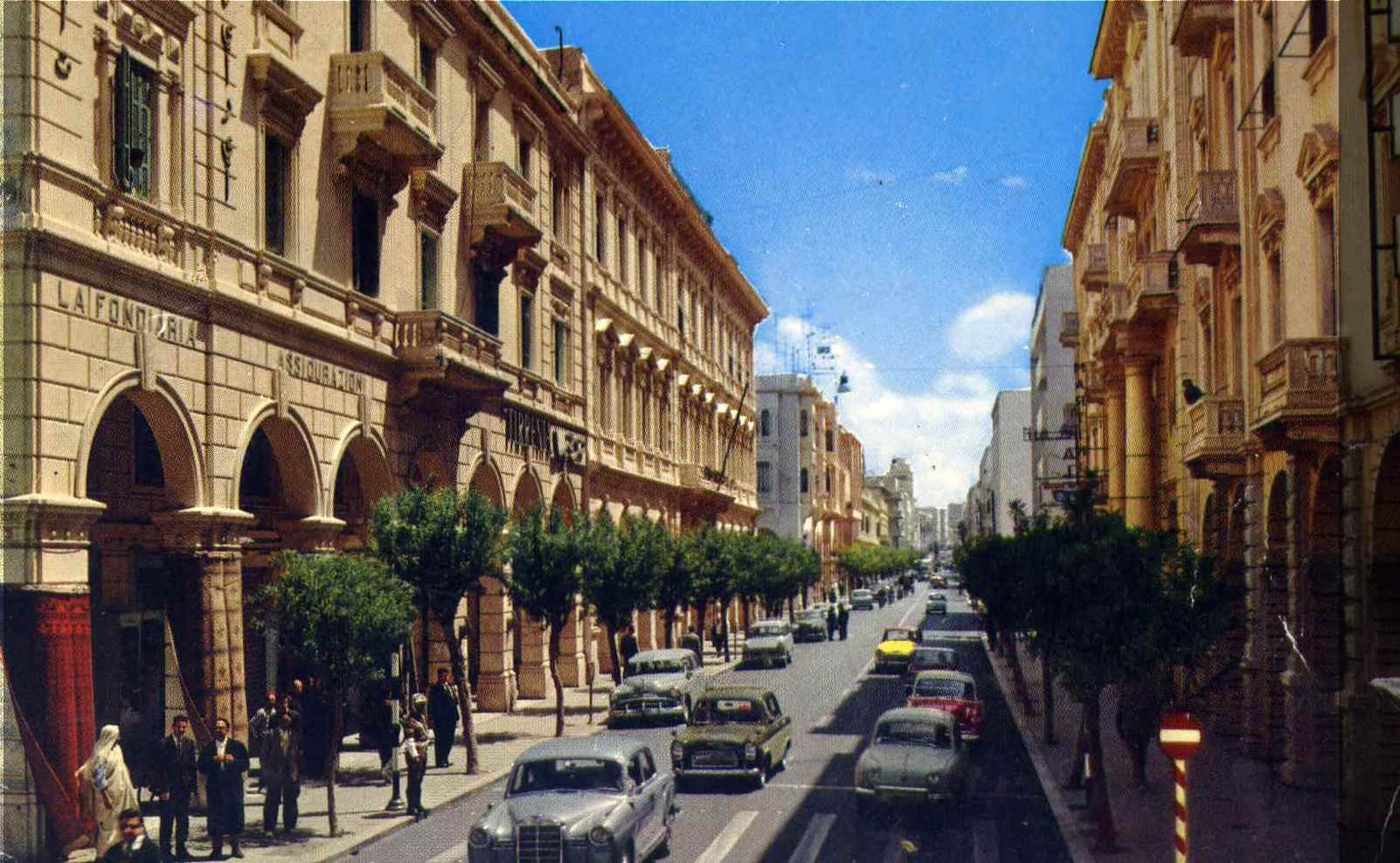
العمارة الاستعمارية الإيطالية في طرابلس، ليبيا.

شهدت الحقبة الاستعمارية للبلاد العربية التفاتات من لدن لفيف من المعماريين الغرباء الذين اجتهدوا في إحياء التراث العربي المعماري، من خلال تيار ظهر في أواسط القرن التاسع عشر وأبتدأ من مصر والمغرب العربي، وانتقل إلى المشرق العربي في مرحلة لاحقة. أطلق الفرنسيون على هذا الطراز اسم "Arabisance" ونعته بعضهم ب«الحداثة» أو «الحداثة الكلاسيكية»، ووسمه بعضهم ب«العقلانية المحلية». ويمكن أن يطلق على هذا التيار تسمية «الطراز الغربي المعرب» وهو الأقرب إلى المعنى والفحوى.
في بلاد الشام، ورغم هذا المنعطف في نمط العمران، فإن الباحثين يسجلون لهذه العمارة أنها حافظت في مسطحاتها الأفقية على التقسيم الداخلي نفسه لنموذج البيت الشامي التقليدي. لم تقتصر هذه المحافظة على المسطح، إذ امتدت إلى الواجهة أيضا من خلال استبدال الأقواس الثلاثة بفتحات ثلاث على شكل قوس، محاولة قدر المستطاع الحفاظ على نمط القديم. كما استعيض عن الشرفات الرخامية بأخرى إسمنتية.

### جنوب وشرق آسيا

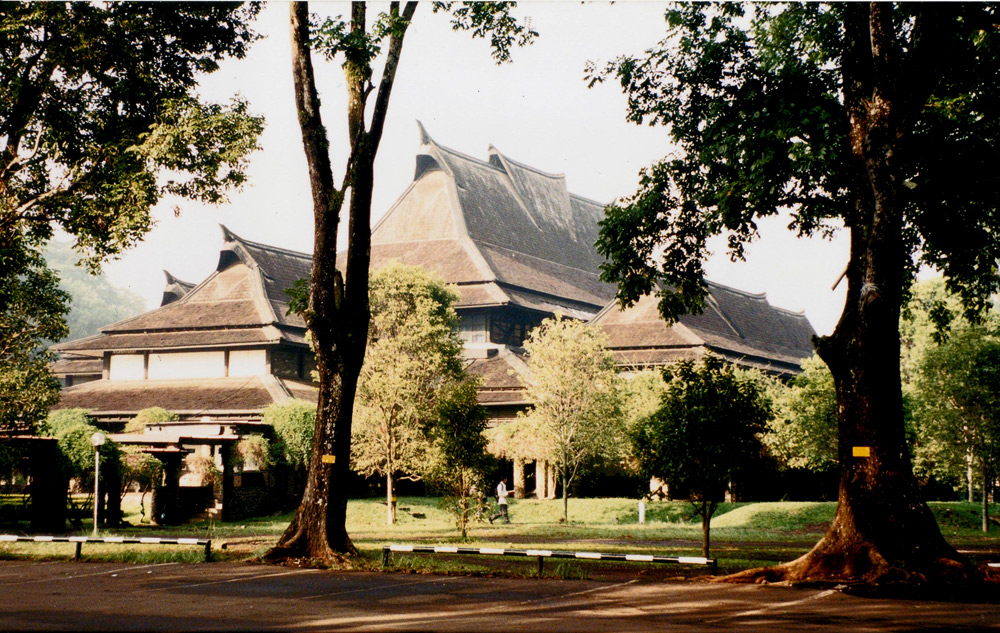
العمارة الاستعمارية في إندونيسيا.

تركز الطراز الاستعماري في هذه المنطقة في الهند بالإضافة إلى الهند الشرقية الهولندية، وهي مستعمرة هولندية سابقا والتي أصبحت تعرف بإندونيسيا حديثا بعد الحرب العالمية الثانية، وكانت منطقة جاوا تشتهر بهذا الطراز.

## وصلات خارجية
- بيت تاريخي - عقار نيو إنجلاند.
- بيت ولز-ثورن، ماسشوستس.
- الاستعمارية.[وصلة مكسورة]
- أمثلة على الطراز الاستعماري في فرجينيا.